# Quasi-anello
In matematica un quasi-anello (near-ring in inglese) è una struttura algebrica più "debole" di un anello, cioè a dire, con assiomi meno restrittivi: più precisamente, non si richiede né che la somma sia commutativa né che la legge distributiva del prodotto rispetto alla somma valga da entrambi i lati.
Parleremo, quindi, di quasi-anelli sinistri se
{\displaystyle x(y+z)=xy+xz}
e di quasi-anelli destri se
{\displaystyle (y+z)x=yx+zx}.

## Definizione formale
L'insieme {\displaystyle R}, dotato di due operazioni binarie {\displaystyle +} e {\displaystyle \cdot }, è un quasi-anello (sinistro) se valgono i seguenti assiomi:
- {\displaystyle (R,+)} è un gruppo con elemento neutro {\displaystyle 0};
- {\displaystyle (R,\cdot )}  è un semigruppo;
- La moltiplicazione a sinistra è distributiva rispetto alla somma: {\displaystyle x\cdot (y+z)=(x\cdot y)+(x\cdot z)}.

Gli anelli sono dei particolari quasi-anelli sia sinistri che destri.

## Giustificazione
Pur avendo una definizione apparentemente gratuita, i quasi-anelli hanno un modello notevole ottenuto considerando tutte le funzioni di un gruppo su se stesso.
Sia dato un gruppo {\displaystyle G} e sia {\displaystyle M(G)} la famiglia di tutte le funzioni
{\displaystyle f\colon G\to G}
di {\displaystyle G} su se stesso (inteso come insieme).
Definiamo la somma in {\displaystyle M(G)}:
{\displaystyle \forall f,g\in M(G){\text{ e }}x\in G{\text{ sia }}(f+g)(x)\equiv f(x)+g(x)}
ove {\displaystyle (f+g)} è la somma definita in  {\displaystyle M(G)}, mentre {\displaystyle f(x)+g(x)} è la somma in {\displaystyle G}.
Definiamo il prodotto in {\displaystyle M(G)}:
{\displaystyle \forall f,g\in M(G){\text{ e }}x\in G{\text{ sia }}(f\cdot g)(x)\equiv (f\circ g)(x)}
ove {\displaystyle (f\cdot g)} è il prodotto definito in {\displaystyle M(G)}, mentre {\displaystyle (f\circ g)} è la usuale composizione di funzioni.
Con tali somma e prodotto abbiamo dotato l'insieme {\displaystyle M(G)} di una struttura di quasi-anello sinistro.
Un teorema fondamentale di rappresentazione mostra che tutti i quasi-anelli sono isomorfi a un sottoquasi-anello di {\displaystyle M(G)} per un opportuno gruppo {\displaystyle G}.

## Quasi-anelli con unità
Se {\displaystyle R} contiene l'elemento neutro {\displaystyle 1} rispetto al prodotto, diremo che {\displaystyle R} è un quasi-anello con unità.

## Quasi-anelli zerosimmetrici
Sia {\displaystyle R} un quasi-anello sinistro. Per ogni {\displaystyle x\in R} vale l'uguaglianza {\displaystyle x0=0} (ove {\displaystyle 0} è l'elemento neutro rispetto alla somma), infatti:
{\displaystyle xx=x(x+0)=xx+x0.}
In genere, però, non è detto che sia {\displaystyle 0x=0}; i quasi anelli per i quali ciò avviene, comunque si scelga {\displaystyle x\in R}, sono detti zerosimmetrici.

## Quasi-corpi
Un quasi-corpo è un quasi-anello {\displaystyle K} i cui elementi distinti dallo zero formano un gruppo rispetto al prodotto.

## Ideali in un quasi-anello
Analogamente a quanto si fa per gli anelli si possono definire gli ideali in un quasi-anello:
Si dice ideale (bilatero) di un quasi-anello sinistro {\displaystyle R} un suo sottoinsieme {\displaystyle I} tale che:
1) {\displaystyle (I,+)} è un sottogruppo normale di {\displaystyle (R,+)};
2) {\displaystyle r\cdot i} appartiene a {\displaystyle I} per ogni {\displaystyle i} di {\displaystyle I} e per ogni {\displaystyle r} di {\displaystyle R};
3) {\displaystyle (x+i)y-xy} appartiene a {\displaystyle I} per ogni {\displaystyle i} di {\displaystyle I} e per ogni {\displaystyle x,y} di {\displaystyle R}.
Se solo le condizioni (1) e (2) sono soddisfatte diremo che {\displaystyle I} è un ideale sinistro; se invece sono soddisfatte le condizioni (1) e (3) diremo che {\displaystyle I} è un ideale destro.